# Левково (Белозерский район)
Левково — деревня в Белозерском районе Вологодской области.
Входит в состав Антушевского сельского поселения, с точки зрения административно-территориального деления — в Антушевский сельсовет.
Расположена на берегу Лозского озера. Расстояние по автодороге до районного центра Белозерска составляет 17 км, до центра муниципального образования села Антушево — 2 км. Ближайшие населённые пункты — Антушево, Никоновская, Старое Село.
Население по данным переписи 2002 года — 41 человек (18 мужчин, 23 женщины). Всё население — русские.